# Ринг, Эмиль
Эмиль Ринг (нем. Emil Ring; 21 ноября 1863, Тетчен, ныне Чехия — 1 февраля 1922) — американский дирижёр и композитор немецкого происхождения.

## Биография
Окончил Пражскую консерваторию, играл на гобое в оркестрах Лейпцига, Берлина, Вены. С 1887 года в США, играл в оркестрах Бостона и Кливленда, в 1888—1895 годах преподавал в Кливлендской консерватории. В 1902—1912 годах совместно с Иоганном Беком возглавлял Кливлендский Большой оркестр. Многие годы руководил также кливлендским Певческим обществом, в 1900 году исполнившим ораторию Ринга «К музыке» (нем. An die Tonkunst).